# Głos Patriotów
«Głos Patriotów» (укр. «Голос патріотів») — другий альбом польського гурту «Horytnica», випущений 2011 року.
Рецензенти відзначають польські патріотичні тексти (сюжети Катинської трагедії, Варшавське та Сілезьке повстання, героїзм польських прикордонників і т. д.)[неавторитетне джерело], з яких «у школах можна вчити історію», але «з огляду на велику підтримку зі середовища націоналістів, гурт не має шансів на просування музики в першорядних ЗМІ», однак піддають критиці вокал: «в альбомі щільна музика, через яку вокал мусить трохи пробиватися. На наступній платівці („Historie walk o wolność“) цього недоліку вже нема», «чоловічий голос чистий і дзвінкий, не фальшивить, але вокаліста важко назвати видатним співаком»[неавторитетне джерело].

## Композиції
| #   | Назва                                                | Автор слів     | Тривалість |
| --- | ---------------------------------------------------- | -------------- | ---------- |
| 1.  | «Prolog» («Пролог»)                                  |                |            |
| 2.  | «Honor legionisty» («Честь легіонера»)               | Wojsław        |            |
| 3.  | «Kraj zdradzony» («Зраджена країна»)                 | «Horytnica»    |            |
| 4.  | «Mały Powstaniec» («Малий повстанець»)               | Michał Sandera |            |
| 5.  | «Lisowczycy» («Лісовчики»)                           | Wojsław        |            |
| 6.  | «Śląski rycerz» («Сілезький лицар»)                  | Wojsław        |            |
| 7.  | «Już nie musimy umierać» («Ми не повинні вмирати»)   | «Horytnica»    |            |
| 8.  | «Sierp i młot» («Серп і молот»)                      | «Horytnica»    |            |
| 9.  | «Świty zmartwychwstania» («Сутінки воскресіння»)     | Józef Mączka   |            |
| 10. | «Katyńskie łzy» («Катинські сльози»)                 | Michał Sandera |            |
| 11. | «Kochana ma Polska» («Моя кохана Польща»)            | «Horytnica»    |            |
| 12. | «Słowiańska armia pracy» («Слов'янська армія праці») | Wojsław        |            |
| 13. | «Pamięć i duma» («Пам'ять і гордість»)               | «Horytnica»    |            |
| 14. | «Epilog» («Епілог»)                                  |                |            |